# صالح بکری
صالح بکری (عربی: صالح بكري؛ زادهٔ ۱ مارس ۱۹۷۷) بازیگر سینما و تئاتر عرب اسرائیلی است.
از فیلم‌ها یا برنامه‌های تلویزیونی که وی در آن نقش داشته‌است می‌توان به بازدید گروه موسیقی، منبع، زمانی که می‌ماند، واجب، زویی من و امیره اشاره کرد.